# Daan Roodenburghplein
Daan Roodenburghplein is een plein in Amsterdam-Noord.

## Ligging en geschiedenis
Het plein kreeg op 18 december 1996 haar naam, een vernoeming naar architect Jordanus (“Daan”) Roodenburgh. Het plein is een open ruimte in het buurtje met de enigszins vreemde naam Diopter. Dat werd ingericht eind jaren negentig op wat daarvoor voornamelijk grasland was. Het betekende stadsverdichting tussen de Rijksweg 10 en De Nieuwe Noorder. Tijdens de aanleg werd gekozen voor een grotendeels beklinkerd en betegeld plein, de bomen werden keurig in het gelid geplaatst. Op het plein komt de belangrijkste verbindingsbrug naar het wijkje uit: Gerrit van Arkelbrug.
Roodenburgh was verantwoordelijk door het ontwerp van flink wat woningen in Amsterdam-Noord. Opdrachten kwamen veelal van Arie Keppler (schuilnaam Diopter) van de Dienst volkshuisvesting van de gemeente. Collegae van Roodenburgh kregen in Diopter ook straten naar zich vernoemd: Gerrit Versteegstraat, Johan Rijnjastraat, Willem Noorlanderstraat (deze drie straten komen deels op het plein uit) en Arnold Ingwersenpad. Net buiten het wijkje ligt nog verbindingsweg Berend Boeijingastraat.
Tevens ontwierp Daan Roodenburgh voormalig Ajax stadions, Het Houten Stadion en Stadion De Meer, en was hij bij de club commissaris en erelid.

## Gebouwen
Het Daan Roodenburghplein zelf kent alleen even nummers 2 tot en met 48. Ze zijn ontworpen door Chris de Jonge, Louis Hoogveld en Kees de Kat, dan samenwerkend onder architectenbureau DeJonge Hoogveld en deKat (1991-1999, later JHK-Architecten) uit Utrecht, die het hele wijkje voor hun rekening namen. Het zijn alle eengezinswoningen.  Het eigenaardige doet zich voor dat aan de overzijde van de pleinbebouwing de straat Diopter (een kleine ringweg) ook alleen even nummers heeft.